# Władimir Arsientjew
Władimir Wasiljewicz Arsientjew (ros. Владимир Васильевич Арсентьев; ur. 27 maja 1960) – radziecki zapaśnik startujący w stylu klasycznym.
Drugi w Pucharze Świata w 1982. Mistrz świata juniorów w 1979 roku.
Trzeci na mistrzostwach ZSRR w 1980 roku.